# Acer shihweii
Acer shihweii — вид квіткових рослин з родини сапіндових (Sapindaceae).

## Опис
Дерева до 33 метрів заввишки. Кора бура, шорстка. Гілочки пурпурувато-зелені; сочевиці жовтуваті, еліптичні, дрібні. Листя стійке: ніжка пурпурувато-зелена, 2.5–9 см; листкова пластинка довгаста, іноді яйцювата або обернено-яйцеподібна, абаксіально (низ) сиза, адаксіально оливкового кольору, 12–15 × 5.5–8 см, нерозділена або злегка лопатева; основа округла, край цільний, верхівка хвостата. Супліддя верхівкове, щиткоподібне, ≈ 6 см. Плід зі щільними сочевичками; горішки пурпурно-коричневі, опуклі, яйцеподібні; ширина крила ≈ 8 мм, ≈ 2.3 см разом з горішком; крила тупо розправлені. Плодить у вересні.

## Поширення
Вид є ендеміком південно-центрального Китаю: Гуйчжоу (Пінгба).
Населяє густі ліси, дуже рідко; на висотах ≈ 1400 метрів.